# Hara-Kiri (tidskrift)

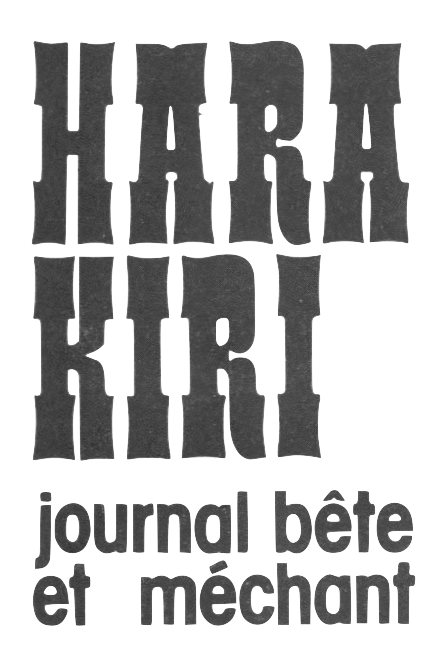
Logo

Hara-Kiri var en fransk satirisk månadstidskrift, grundad 1960 och nedlagd 1986. Tidningen grundades av Georges Bernier (signaturen Professeur Choron), François Cavanna (signaturen Cavanna) och Fred Aristidès. Den veckoutgivna sidoupplagan Hara-Kiri Hebdo grundades 1969, lades ner 1970 och efterträddes av Charlie Hebdo.

## Historik
Bland medarbetarna fanns Roland Topor, Mœbius, Wolinski, Siné, Cabu och Fournier. År 1966 publicerades serien  Les Aventures de Jodelle, som var ritad av Guy Peellaert och hade text av Pierre Barbier.
Hara-Kiri i sina olika upplagor, med undertiteln "Journal bête et méchant" ("Dum och gemen tidskrift"), var alltid riktad mot etablerad makt, vare sig denna manifesterades av politiska partier eller institutioner som kyrkan eller staten. Åren 1961 och 1966 fick den månatliga upplagan temporärt utgivningsförbud av den franska regeringen.
Hara-Kiri lades ned 1986, efter att decembernumret 1985 blivit tidningens sista nummer.

### Hara-Kiri HebdoblirCharlie Hebdo(1970)
En variant som utgavs en gång i veckan, Hara-Kiri Hebdo, började ges ut 1969. I november 1970, efter Charles de Gaulles död i sitt hem i Colombey-les-Deux-Églises, hade Hara-Kiri Hebdo en artikel med rubriken "Bal tragique à Colombey: Un mort" ("Tragisk bal i Colombey: En död"). Rubriken anspelade på en tragedi som utspelats under samma månad, nämligen diskoteksbranden på Club Cinq-Sept utanför Saint-Laurent-du-Pont i departementet Isère den 1 november 1970, varvid 146 personer omkom.  
Detta resulterade i att  av inrikesminister Raymond Marcellin omedelbart förbjöd tidskriften att för all framtid säljas till minderåriga och att exponeras på försäljningsställen.
Hara-Kiri Hebdo efterträddes veckan efter av Charlie Hebdo, en tidning som endast till namnet var en annan tidning. "Charlie" i namnet på tidskriften refererade till General de Gaulle (sade Georges Wolinski), men samtidigt var det namnet på en annan tidskrift som utgavs av Éditions du Square: Charlie Mensuel. Denna var i sin tur namngiven efter seriefiguren Karl (Charlie Brown) i Charles M. Schulz serie Snobben.